# Nautica (ropa)
Nautica es una marca estadounidense de ropa propiedad de Authentic Brands Group (ABG), fabricada y comercializada por Catalyst Brands. Ofrece principalmente ropa y accesorios para hombre, mujer y niños, además de artículos para el hogar, relojes y fragancias.

## Historia
La firma fue fundada en 1983 por el diseñador de ropa David Chu y un socio. Tomó su nombre del latín "nauticus" (que a su vez proviene del griego "ναυτικός"), que significa "naval". En italiano, nautica significa marinería.
En 1984, State-O-Maine, una empresa de ropa con sede en Nueva York, la adquirió en efectivo y acciones. State-O-Maine cambió su nombre a Nautica en 1994. VF Corporation adquirió Nautica en 2003.
En marzo de 2018, ABG anunció que adquiriría Nautica a VF Corporation. La venta se completó el 30 de abril de 2018. Desde que fue adquirida por ABG, la marca se ha reposicionado en el mercado de gama media-alta, con un precio superior a las marcas PVH de Izod y Chaps de Ralph Lauren Corporation, pero muy por debajo de las marcas Tommy Hilfiger de PVH y Polo Ralph Lauren.
En 2020, ABG adquirió la marca Brooks Brothers tras su quiebra y liquidación, otra marca especializada en la categoría de moda preppy (pija). En el grupo ABG, Brooks Brothers seguirá comercializándose como una marca preppy tradicional de alta gama, mientras que Nautica se comercializará como una marca deportiva moderna, de precio medio-alto y más asequible.
En 2021, se anunció la adquisición de la marca Izod de PVH, que ofrece varios estilos de ropa similares a Nautica. Actualmente, Nautica se sitúa por encima de Izod, de menor precio, y por debajo de Brooks Brothers, de mayor precio.

## Relojes
Nautica mantiene una extensa línea de relojes deportivos, que se comercializan como uno de los complementos de moda agrupados bajo la misma firma.

## Fragancias destacadas
- Nautica Voyage
- Nautica Heritage
- Nautica Voyage Sport
- Nautica Voyage N?83
- Nautica Midnight Voyage
- Nautica Blue
- Nautica Classic
- Nautica Pure Blue
- Nautica Life
- Nautica Competition
- Nautica Life Energy